# Луго, Луис Алонсо де
Луго, Фернандес Луис Алонсо де (исп. Alonso Luis Fernández de Lugo), также известен как де Луго-и-Эррера (исп. de Lugo y Herrera, Алонсо Луис де Луго (исп. Alonso Luis de Lugo, 1506, Сан-Кристобаль-де-ла-Лагуна — 15 октября 1556, Милан, Миланское герцогство) — испанский конкистадор, завоевавший территории для Нового королевства Гранада. 

## Биография
Алонсо де Луго был конкистадором, одним из первых завоевателей современной Колумбии. Несмотря на то, что он часто пытался приписать себе достижения своих предшественников Хименеса де Кесада и его брата Эрнана Переса, после завоевания долины Ибаге и основав города Момпос и Токаима, он всё же смог получить титул губернатора Нового Королевства Гранада.
На посту капитан-генерала Алонсо де Луго прибегал к многочисленным злоупотреблениям властью и коррупции, а также притеснял местное население и заставлял их работать, фактически превращая в рабов. Опасаясь наказания за свои преступления, был вынужден бежать из Нового Королевства Гранада в 1544 году.
По дороге в Европу, в Гаване, он всё же был заключен в тюрьму местными властями, но смог освободиться, подкупив судью. По прибытии в Испанию он предстал перед судом по обвинению в злоупотреблениях властью на посту губернатора и преследовании капитана Гонсалеса де Рендона и бухгалтера Королевского казначейства Педро Брисеньо. В этоже время начался ряд других судебных процессов против него. По решению королевского суда Луис Алонсо де Луго был приговорен к изгнанию на Майорку. Он сохранил звание полковника и собрал там отряд с которым он отправился в Италию. Там он принимал участие в Итальянских войнах. Умер осенью 1556 в Милане.